# Andrzej Hendrich
Andrzej Bogusław Hendrich – polski biofizyk, dr hab. nauk medycznych, profesor nadzwyczajny i kierownik Katedry i Zakładu Biologii i Parazytologii Lekarskiej Wydziału Lekarskiego Uniwersytetu Medycznego im. Piastów Śląskich we Wrocławiu.

## Życiorys
Obronił pracę doktorską, 28 maja 2004 habilitował się na podstawie pracy zatytułowanej Wpływ wybranych, aktywnych biologicznie związków wielopierścieniowych na strukturę oraz właściwości biofizyczne lipidowej fazy błon. 7 stycznia 2014 nadano mu tytuł profesora w zakresie nauk medycznych.
Objął funkcję profesora nadzwyczajnego i kierownika w Katedrze i Zakładzie Biologii i Parazytologii Lekarskiej na Wydziale Lekarskim Uniwersytetu Medycznego im. Piastów Śląskich we Wrocławiu. 
W latach 2019-2024 piastował stanowisko dziekana Wydziału Lekarskiego Uniwersytetu Medycznego im. Piastów Śląskich we Wrocławiu. Był także był członkiem zarządu, oraz sekretarzem Polskiego Towarzystwa Biofizycznego i członkiem Komitetu Biochemii i Biofizyki na II Wydziale Nauk Biologicznych i Rolniczych  Polskiej Akademii Nauk.
W 2024 roku objął funkcję p.o. kierownika Kliniki Neurochirurgii Uniwersyteckiego Szpitala Klinicznego im. Jana Mikulicza-Radeckiego we Wrocławiu, stając się jednocześnie pierwszym biofizykiem na tym stanowisku.

## Kontrowersje
W 2011 roku był inicjatorem odwołania ówczesnej Dziekan, prof. dr hab. n. med. Jolanty Antonowicz-Juchniewicz.
W 2018 roku piastując stanowisko prodziekana do spraw studiów w języku angielskim Wydziału Lekarskiego Uniwersytetu Medycznego im. Piastów Śląskich we Wrocławiu skierował pismo do kierowników sześciu katedr i zakładów, w którym zwrócił się z prośbą o "objęcie specjalnym nadzorem dostępu studentów ED (w szczególności pochodzenia nigeryjskiego i arabskiego) do odczynników chemicznych". Wywołało to ogólnopolskie poruszenie i dyskusję w mediach na temat rasizmu na polskich uczelniach. 